# Le Luxe I
Le Luxe I est un tableau réalisé par le peintre français Henri Matisse en 1907. De format vertical, cette huile sur toile représente trois femmes nues sur un rivage. Exposée au Salon d'Automne l'année de sa création, elle y est présentée comme une esquisse. Achetée en 1945, elle est conservée au musée national d'Art moderne, à Paris, tandis qu'une version ultérieure, Le Luxe II, se trouve au Statens Museum for Kunst, à Copenhague.

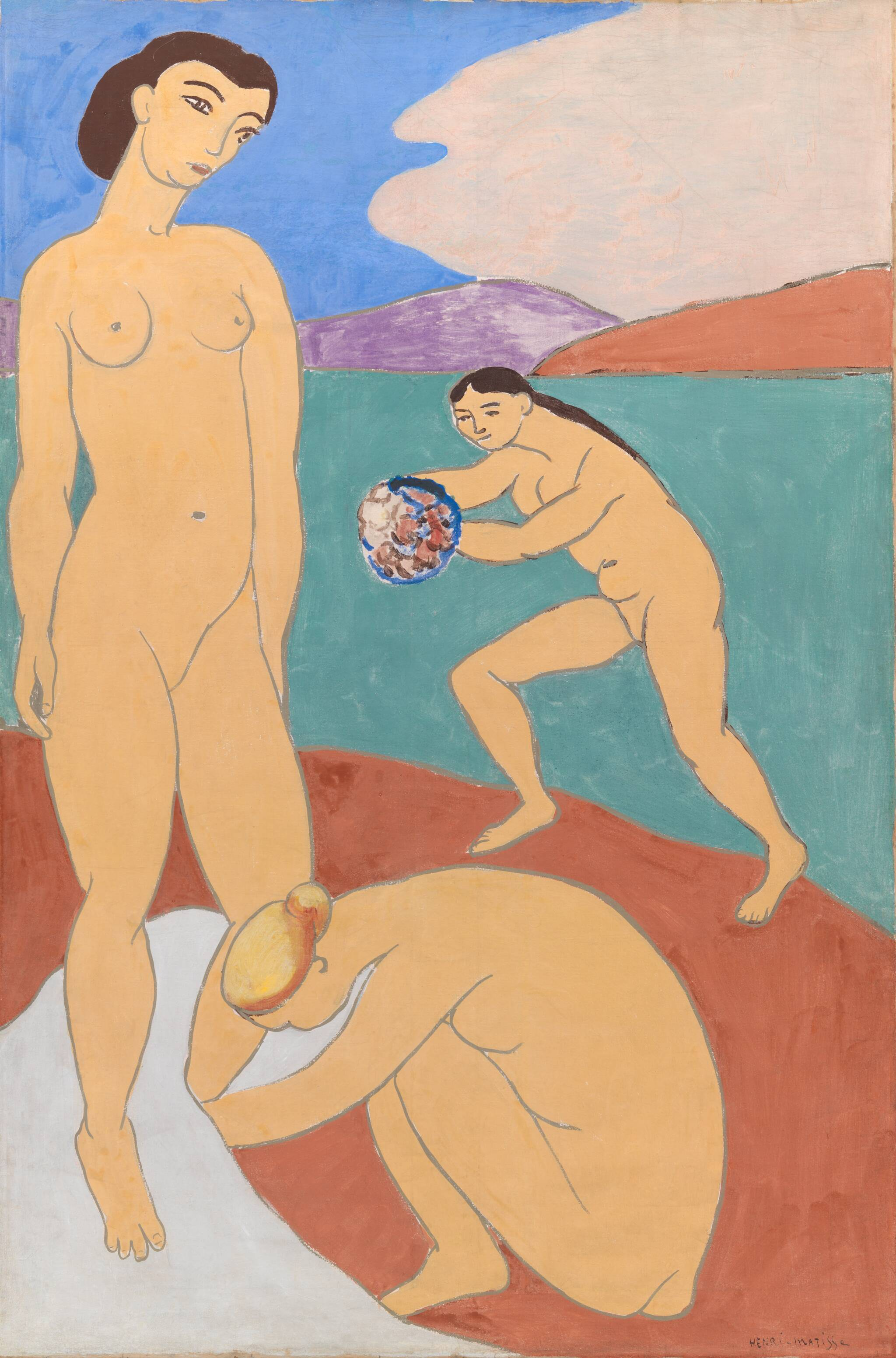
Le Luxe II, 1907-1908 – Statens Museum for Kunst, Copenhague.